# Sankt-Lorenz-Golf

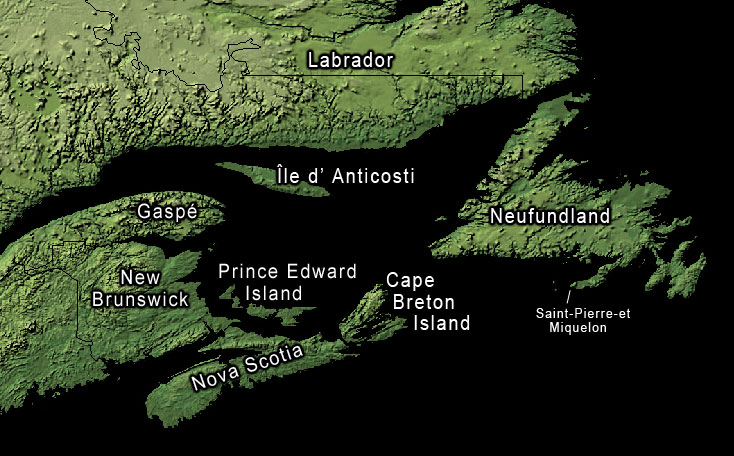
Sankt-Lorenz-Golf

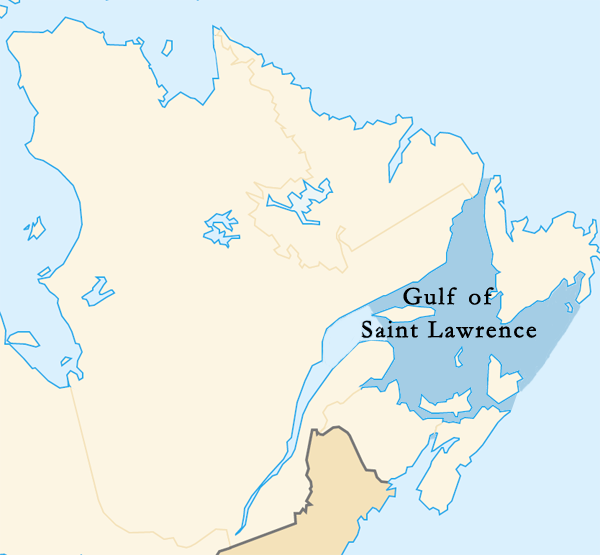
Eine mögliche Abgrenzung des Sankt-Lorenz-Golfs zu seinen Nachbargewässern

Bathymetrie

Der Sankt-Lorenz-Golf (englisch Gulf of Saint Lawrence, französisch Golfe du Saint-Laurent) liegt am Ausfluss des Sankt-Lorenz-Stroms in den Atlantik und ist das größte Ästuar der Erde.
Er wird begrenzt von der Labrador-Halbinsel im Norden, Neufundland im Nordosten, im Südwesten von der Halbinsel Gaspé und im Süden von New Brunswick und Nova Scotia (mit der Nova-Scotia-Halbinsel und der Kap-Breton-Insel).
Im Westen könnte man den Sankt-Lorenz-Golf vom Mündungstrichter des Sankt-Lorenz-Stromes an dessen Verengung östlich von Matane abgrenzen.

## Meeresstraßen
Mit dem Atlantik ist der Golf heute noch über zwei Meeresstraßen verbunden:
- Belle-Isle-Straße – zwischen Labrador-Halbinsel und Neufundland
- Cabotstraße – zwischen Neufundland und Cape Breton Island
- Straße von Canso – zwischen Cape Breton Island und Nova Scotia, 1 km breit. Nach Fertigstellung des Canso Causeway im Jahre 1955 findet kein freier Wasseraustausch mehr zwischen dem Golf und dem Atlantik an dieser Stelle statt.

## Inseln
- Québec
  - Magdalenen-Inseln mit Rochers aux Oiseaux
  - Anticosti
- Neufundland und Labrador
  - Neufundland
- Nova Scotia (Provinz)
  - Kap-Breton-Insel
- Prince Edward Island (Provinz)
  - Prince Edward Island

## Buchten
- Chaleur-Bucht